# نانوپارچه
نانوپارچه‌ها منسوجاتی هستند که با ذرات ریز مهندسی شده‌اند که به مواد معمولی خواص مفیدی مانند آب‌گریز بودن (مقاومت شدید در برابر آب، همچنین به « اثر لوتوس » مراجعه کنید)،  حذف بو و رطوبت،  افزایش خاصیت ارتجاعی و استحکام،  و مقاومت باکتریایی می‌دهد.  بسته به ویژگی مورد نظر، یک نانوپارچه یا از الیاف نانومقیاسی به نام نانوالیاف ساخته می‌شود یا با استفاده از محلولی حاوی نانوذرات بر روی یک پارچه معمولی تشکیل می‌شود. تحقیقات نانوپارچه‌ها یک تلاش بین‌رشته‌ای شامل مهندسی زیستی ،  شیمی مولکولی ، فیزیک ، مهندسی برق ، علوم کامپیوتر ، و مهندسی سیستم‌ها است .  کاربردهای نانوپارچه پتانسیل ایجاد انقلابی در تولید نساجی  و حوزه‌های پزشکی مانند دارورسانی و مهندسی بافت را دارد. 

## مقیاس نانو
الیافی که عرض آن کمتر از 1000 نانومتر است (1000 نانومتر یا 1 میکرومتر) به طور کلی به عنوان یک نانوالیاف تعریف می‌شود.  نانو‌ذره به گروه کوچکی از اتم‌ها یا مولکول‌ها با شعاع کمتر از 100 نانومتر (100 nm) تعریف می‌شود.   ذرات در مقیاس نانو نسبت سطح به حجم بسیار بالایی دارند، در حالی که این نسبت برای اجسام در مقیاس ماکروسکوپی بسیار کمتر است. سطح نسبی بالا به این معنی است که نسبت زیادی از جرم یک ذره در سطح آن وجود دارد، بنابراین نانوالیاف و نانوذرات سطح بیشتری از تعامل با مواد دیگر را نشان می‌دهند. نسبت سطح بالای سطح به حجم مشاهده شده در ذرات بسیار کوچک چیزی است که ایجاد بسیاری از خواص ویژه توسط نانو پارچه‌ها را ممکن می‌سازد. 

## ساخت
استفاده از نانوذرات و نانوالیاف برای تولید نانوپارچه‌های تخصصی پس از توسعه کامل تکنیک‌های سل-ژل  و الکتروریسی  در دهه 1980 به موضوعی مورد توجه تبدیل شد.  از سال 2000، افزایش چشمگیر بودجه جهانی، تلاش‌های تحقیقاتی در فناوری نانو ، از جمله تحقیقات در مورد پارچه‌های نانو را تسریع کرده است. 

## سل-ژل
در علم مواد، فرایند سل-ژل روشی برای تولید مواد جامد از مولکول‌های کوچک است. این روش برای ساخت اکسیدهای فلزی به ویژه اکسیدهای سیلیکون (Si) و تیتانیوم (Ti) استفاده می شود. فرایند شامل تبدیل مونومرها به یک محلول کلوئیدی (سول) است که به عنوان پیش ساز برای یک شبکه یکپارچه (یا ژل) از هر دو ذرات گسسته یا پلیمرهای شبکه عمل می کند. پیش‌سازهای معمولی آلک‌ اکسیدهای‌ فلزی هستند. فرایند سل-ژل برای تولید نانوذرات سرامیکی استفاده می‌شود. فرآیند سل-ژل برای ایجاد محلول‌های ژل‌مانندی استفاده می‌شود که می‌تواند به عنوان یک پوشش مایع روی منسوجات اعمال شود تا نانوپارچه‌هایی با خواص جدید ایجاد شود.  این فرآیند با حل کردن نانوذرات در یک حلال مایع (اغلب الکل ) آغاز می‌شود. پس از حل شدن ، چندین واکنش شیمیایی رخ می‌دهد که باعث رشد نانوذرات و ایجاد شبکه‌ای در سراسر مایع می‌شود.  شبکه محلول را به یک کلوئید ( تعلیق ذرات جامد در مایع) با بافت ژلاتینی تبدیل می‌کند. در نهایت، کلوئید باید یک فرآیند خشک کردن را طی کند تا حلال اضافی از مخلوط خارج شود تا بتوان از آن برای درمان پارچه استفاده کرد.  فرآیند سل-ژل به روشی مشابه برای ساخت نانوالیاف پلیمری استفاده می‌شود که زنجیره‌های بلند و فوق‌العاده نازکی از پروتئین‌ها هستند که به یکدیگر متصل شده‌اند.

نمایش شماتیک مراحل و مسیرهای مختلف فناوری سل-ژل

## الکتروریسی
الکتروریسی نانوالیاف را از محلول‌های پلیمری (سنتز شده توسط فرآیند سل-ژل ) استخراج می‌کند و آن‌ها را جمع‌آوری می‌کند تا نانوپارچه‌های بافته نشده را تشکیل دهد.  یک میدان الکتریکی قوی به محلول اعمال می‌شود تا رشته‌های پلیمری را شارژ کند. محلول در یک سرنگ قرار می‌گیرد و به سمت صفحه جمع‌کننده با بار مخالف قرار می‌گیرد. هنگامی که نیروی جاذبه بین نانوالیاف پلیمری و صفحه جمع‌کننده از کشش سطحی محلول فراتر رود، نانوالیاف از محلول آزاد شده و روی صفحه جمع‌کننده رسوب می‌کنند. الیاف رسوب‌شده یک نانوپارچه متخلخل را تشکیل می‌دهند که بسته به نوع پلیمر مورد استفاده می‌تواند به دارورسانی و مهندسی بافت کمک کند.  

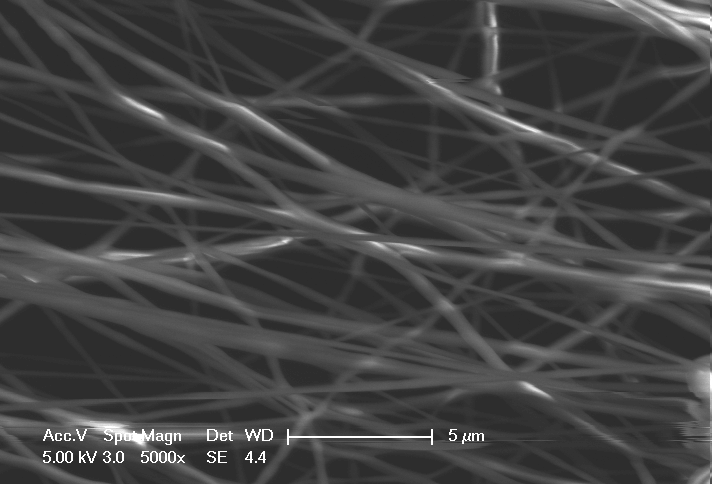
تصویر میکروسکوپ الکترونی روبشی الیاف پلی کاپرولاتونی الکتروریسی شده

## برنامه‌های کاربردی

### تولید نساجی
هنگامی که پوشش‌های نانو مهندسی شده روی پارچه‌ها اعمال می‌شود، نانوذرات به راحتی با الیاف ماده پیوند ایجاد می‌کنند. سطح بالای سطح نسبت به حجم ذرات، واکنش شیمیایی آن‌ها را افزایش می‌دهد و به آنها اجازه می‌دهد تا به طور دائمی به مواد بچسبند. پارچه‌هایی که در حین ساخت با پوشش‌های نانوذراتی پردازش می‌شوند، موادی تولید می‌کنند که باکتری‌ها را می‌کشند، رطوبت و بو را از بین می‌برند و از الکتریسیته ساکن جلوگیری می‌کنند. پوشش‌های نانوالیاف پلیمری اعمال شده روی منسوجات به مواد در یک انتهای پلیمر متصل می‌شوند و سطحی از ساختارهای ریز و مو مانند را تشکیل می‌دهند.  "موهای" پلیمری یک لایه نازک ایجاد می‌کند که از تماس مایعات با پارچه واقعی جلوگیری می‌کند. در نتیجه لایه‌ای که توسط نانوالیاف پلیمری تشکیل شده است، پارچه‌های نانو با خواص ضد آلودگی، ضد لک و فوق‌آبگریز امکان‌پذیر است. 
توسعه پارچه‌های نانو برای استفاده در صنعت پوشاک و منسوجات هنوز در مراحل اولیه خود است. برخی از کاربردها مانند لباس های مقاوم در برابر باکتری‌ها هنوز از نقطه نظر اقتصادی کاربردی نیستند. به عنوان مثال، نمونه اولیه یک ژاکت ضد باکتری یک دانشجوی دانشگاه کرنل به تنهایی 10000 دلار هزینه داشت،  بنابراین ممکن است زمان زیادی طول بکشد تا لباس‌های نانو پارچه به بازار عرضه شود.  

### دارورسانی
نانوپارچه‌های مورد استفاده در پزشکی می‌توانند آنتی‌بیوتیک‌ها ، داروهای ضد سرطان، پروتئین‌ها و DNA را در مقادیر دقیق تحویل دهند. الکتروریسی نانو پارچه‌های متخلخلی ایجاد می‌کند که می‌توانند با داروی مورد نظر بارگیری شوند و سپس روی بافت ناحیه مورد نظر اعمال می‌شوند. دارو از طریق انتشار از بافت عبور می‌کند، فرآیندی که در آن مواد از غشاء از غلظت بالا به پایین حرکت می‌کنند. سرعت تجویز دارو را می توان با تغییر ترکیب نانو پارچه تغییر داد. 

### مهندسی بافت
پارچه‌های نبافته ساخته شده توسط الکتروریسی پتانسیل کمک به رشد بافت اندام، استخوان ، نورون‌ها ، تاندون‌ها و رباط‌ها را دارند. نانوپارچه‌های پلیمری می‌توانند به عنوان یک داربست برای حمایت از بافت آسیب‌دیده یا به‌عنوان جایگزین مصنوعی برای بافت واقعی عمل کنند. بسته به عملکرد، نانو پارچه می‌تواند از پلیمرهای طبیعی یا مصنوعی یا ترکیبی از هر دو ساخته شود. 

### پیامدهای زیست‌محیطی
با پیشرفت فناوری نانو ، مطالعات زیادی برای تعیین اثرات مواد نانو مهندسی شده بر محیط زیست انجام شده است.  بیشتر منسوجات می‌توانند تا 20 درصد از جرم خود را در طول عمر خود از دست بدهند، بنابراین نانوذرات مورد استفاده در تولید پارچه‌های نانو در معرض خطر رها شدن در هوا و آبراه‌ها هستند. 
انتظار می‌رود نانو نقره به دلیل خاصیت ضدباکتریایی ، 49.5 درصد از تولید جهانی خود را در صنعت نانو نساجی به خود اختصاص دهد. پیش‌بینی می‌شود که 20 درصد از نانو نقره‌ای که در صنعت نانو پارچه‌ها استفاده می‌شود در آبراه‌ها رها می‌شود که می‌تواند به میکروارگانیسم‌ها آسیب برساند. با این حال، بیش از 90 درصد نانو نقره در طول تصفیه در تاسیسات فاضلاب حذف می‌شود، بنابراین احتمال دارد که اثرات زیست‌محیطی حداقل باشد.  مطالعه‌ای بر روی نانوذرات اکسید آلومینیوم نشان داد که استنشاق باعث التهاب در ریه‌های موش می‌شود.  از نانوذرات اکسید آلومینیوم به مقدار زیاد استفاده نمی‌شود، بنابراین خطرات سلامتی آن ناچیز است. سایر مطالعات انجام شده برای نانوذرات نشان می‌دهد که با ادامه رشد صنعت نانو منسوجات، تأثیر زیست‌محیطی آن‌ها باید کم باشد. 